# 赵在基
赵在基（1950年3月17日—）是一名韩国男子柔道运动员。他在1976年蒙特利尔夏季奥林匹克运动会中，参加了男子柔道比赛并获得开放级铜牌。